# Allemand Peak
Der Allemand Peak ist ein Berggipfel in der antarktischen Ross Dependency. Er ragt 2,5 km südlich des Moody Peak im nördlichen Teil der Boomerang Range des Transantarktischen Gebirges auf.
Das Advisory Committee on Antarctic Names benannte ihn 1964 nach Lawrence Joseph Allemand (* 1933), Baufahrer auf der Forschungsstation Little America V im Jahr 1958.